# Sejm zwyczajny 1578
Sejm 1578 – sejm zwyczajny I Rzeczypospolitej został zwołany 9 listopada 1577 roku przez króla Stefana Batorego do Warszawy na  14 stycznia 1578 roku.
Sejmiki przedsejmowe w województwach odbyły się w grudniu 1577 roku. Właściwe obrady rozpoczęły się dopiero w końcu stycznia 1577 roku, a zakończyły się 8 marca 1578 roku.
W czasie sejmu został złożony Koronie przez Jerzego Fryderyka von Brandenburg-Ansbach hołd lenny w zastępstwie chorego umysłowo księcia pruskiego Albrechta Fryderyka. Odnowiona została również zależność lenna książąt pomorskich Jana Fryderyka i Ernesta Ludwika z Bytowa i Lęborka.
W czasie obrad sejmowych próbowano uchwalić wysokie podatki w związku z przygotowywaną wojną z Moskwą oraz z przeznaczeniem na obronę granic południowo-wschodnich. Z powodu oporu posłów województw krakowskiego, sandomierskiego i sieradzkiego, zasłaniających się ograniczeniami ich mocy, król zwrócił się o zgodę na podatki bezpośrednio do sejmików, które jej udzieliły. W konstytucji z 3 marca 1578 roku przeprowadzono reformę sądownictwa, tworząc Trybunał Koronny. Przyjęto, że nobilitacje i indygenaty będą dokonywane na Sejmie.